# Wilder Mind
Wilder Mind è il terzo album in studio del gruppo britannico Mumford & Sons. Annunciato il 2 marzo 2015, l'album è prodotto da James Ford ed è caratterizzato da un sound molto diverso rispetto ai precedenti lavori della band, con un ampio uso di chitarre elettriche e batteria.

## Il disco
Il 20 settembre 2013 il gruppo annunciò un periodo di pausa dai concerti e dalle registrazioni in studio per una "notevole quantità di tempo", e il tastierista Ben Lovett confessò a Rolling Stone che non ci sarebbero state attività legate ai Mumford & Sons nel prossimo futuro, affermando che "questo è quanto abbiamo in programma al momento, di fare molto poco, almeno per quanto riguarda la band. Ci riposeremo un po'".
Nel dicembre 2013 il bassista Ted Dwane affermò che il gruppo si sarebbe riunito a febbraio 2014 per scrivere nuova musica. Il 20 luglio 2014 Ben Lovett confermò che il gruppo era al lavoro su un nuovo album a Londra. Il 2 marzo 2015, tramite il sito ufficiale, la band ha comunicato il titolo dell'album e la data di uscita.
Il primo singolo, Believe, è stato pubblicato il 9 marzo. Il secondo singolo, The Wolf, è stato trasmesso il 9 aprile da BBC Radio 1 e pubblicato poco dopo in versione digitale. Il 20 aprile è stato pubblicato il terzo singolo, Snake Eyes, seguito da Hot Gates, pubblicato il 29 aprile, da Tompkins Square Park il 4 maggio.

## Tracce
1. Tompkins Square Park – 5:12
2. Believe – 3:41
3. The Wolf – 3:41
4. Wilder Mind – 4:38
5. Just Smoke – 3:10
6. Monster – 3:57
7. Snake Eyes – 4:09
8. Broad-Shouldered Beasts – 4:20
9. Cold Arms – 2:50
10. Ditmas – 3:39
11. Only Love – 4:37
12. Hot Gates – 4:49

Deluxe Edition
1. Tompkins Square Park (live) - 5:13
2. Believe (live) - 3:50
3. The Wolf (live) - 3:53
4. Snake Eyes (live) - 4:13

## Formazione
Gruppo
- Marcus Mumford - voce, chitarra elettrica, batteria
- Ted Dwane -  basso elettrico, basso acustico, cori
- Ben Lovett - tastiera, sintetizzatore, cori
- Winston Marshall - cori, chitarra elettrica

Altri musicisti
- James Ford - batteria, percussioni, tastiere
- Tom Hobden - violino
- Thomas Bartlett - tastiere
- Dave Nelson - trombone
- Aaron Dessner - tastiere
- Benjamin Lanz - trombone

## Accoglienza
| Recensione    | Giudizio |
| ------------- | -------- |
| AllMusic      | [ 13 ]   |
| Rolling Stone | [ 14 ]   |
| The A.V. Club | C        |
| Rockol.it     | [ 16 ]   |
| Pitchfork     | [ 17 ]   |

Wilder Mind è stato accolto in maniera contrastante da parte della critica. Su Metacritic l'album ha un punteggio di 56 su 100, basato su 22 recensioni. Stephen Thomas Erlewine di AllMusic ha dato all'album 2.5 stelle su 5, scrivendo che "Dove una volta prendevano la loro musica dal legno riciclato, ora sono tutti acciaio e vetro -- un po' più eleganti ma anche più freddi". Jon Dolan di Rolling Stone ha dato all'album 3.5 stelle su 5, scrivendo: "L'anima è Springsteen, le chitarre sono totalmente Strokes, e anche se la relazione di questa canzone non funzionerà, la musica stessa è piena di disinvoltura".